# Petr Julián Eymard
Svatý Petr Julián Eymard (4. února 1811, La Mure, Grenoble, Francie – 1. srpna 1868) byl kněz, katolický světec, zakladatel eucharistiánů (zkratka SSS).

## Život

### Mládí
Petr Julián se narodil v La Mure, městečku ve Francii, 4. února 1811 v prostých poměrech. Pocházel z deseti dětí, z nichž se ale dospělosti dožil jen on a jeho sestra Marie. Spolu s nimi vyrůstalo ještě jedno děvče, kterého se Juliánovy rodiče ujali, když osiřelo.
Rodina byla velmi zbožná. Petr Julián si záhy vypěstoval velkou lásku ke Kristu v Eucharistii. Farářem v La Mure byl tehdy kněz, kterého silně ovlivnil později církví zavržený jansenismus. Tento kněz způsobil, že se děti, mezi nimi i Petr Julián, začali Boha bát.
Petr byl tímto farářem připraven k prvnímu svatému přijímání a tento mu pak odpíral přijímat častěji než jednou za měsíc. Při jedné pouti se Petr zpovídal a teprve zde se dozvěděl, že Bůh je nejen spravedlivý, ale také milosrdný. Tento kněz mu později na faráři z La Mure vymohl, aby směl přijímat každou neděli.

### Cesta ke kněžství
V mladém Petru zrálo povolání ke kněžství. Jeho známý, který za něj předtím prosil u La Murského faráře kvůli svatému přijímání, ho seznámil s tím, že je nutno se učit latinu, pokud chce být knězem. Koupil si tedy latinskou gramatiku, a začal se sám a tajně učit. Tajně proto, že otec neměl pro jeho tíhnutí ke kněžství příliš pochopení.
V sedmnácti letech mu otec vybral nevěstu s tím, že o studiích nechce nic slyšet. Přál si, aby syn převzal jeho obchod. Petrovi se následně s pomocí dobrodinců dostalo nabídky studovat, ovšem na stipendiu pro chudé žáky. Ze synovské úcty to odmítl.
V roce 1829 se v La Mure konaly lidové misie a Petrovi pomohl jeden z misionářů, kněz řádu Oblátů Panny Marie. Vydal se za jeho otcem a domluvil mu.
V roce 1831 mohl Petr konečně jako bohoslovec nastoupit do kněžského semináře v Grenoblu (La Murský farář mu odmítl vystavit nezbytné doporučení domácího duchovního správce, tak se do semináře vydal bez něj a ku podivu byl přijat). Za tři roky přijal kněžské svěcení a byl ustanoven jako kaplan ve farnosti nedaleko La Mure.

### Pastorace
V roce 1837, ve třetím roce svého kněžství jej biskup ustanovil za faráře v jedné venkovské farnosti, kde nebyl od francouzské revoluce žádný náboženský život. Kostel byl zpustlý, fara téměř neobyvatelná.
Petr dokázal tuto farnost duchovně pozvednout. Jeho duchovním vůdcem byl v té době svatý farář arský, Jan Maria Vianney, se kterým měl Petr mnoho společného.

### Knězem v kongregaci maristů
Mladý kněz ale pociťoval, že jeho povoláním je řeholní život. Vstoupil do kongregace maristů v Lyonu. Působil jako spirituál v řádovém kněžském semináři, kde si mezi bohoslovci získal značnou oblibu. Později se stal provinciálem řádu.
V roce 1845 při průvodu Božího Těla prožil silný duchovní zážitek, který popisuje takto: Nesl jsem Nejsvětější Svátost a má duše se cítila velmi blaženě. Byla proniknuta vírou a láskou k Ježíši a jeho Svátosti. Položil jsem mu k nohám všechno: Církev, Francii, sebe samého.
O dva roky později cítil povolání založit novou kongregaci, věnující se hlavně adoraci Nejsvětější Svátosti a působení mezi mravně ohroženými lidmi. Generálního představeného požádal o propuštění z kongregace maristů. Ten mu, ač nerad, vyhověl. Maristé se s ním ve zlém rozešli.

### Kongregace eucharistiánů
Petr Julián kolem sebe shromáždil několik stejně založených mužů a to byl počátek nové kongregace. Takto oficiálně vznikla v roce 1856 kongregace eucharistiánů.
Kongregace měla zpočátku jen několik členů, někteří nevydrželi a odešli. Později se rozrostla a dnes je rozšířena po celém světě.

### Závěr života
V roce 1868 se Petr Julián zotavoval z těžké nemoci u sestry a cestou do kláštera byl raněn mozkovou mrtvicí. Zemřel 1. srpna téhož roku. Blahořečen byl roku 1925 a v roce 1962 jej papež sv. Jan XXIII. kanonizoval. Liturgická památka se připomíná 2. srpna.